# سطل آشغال

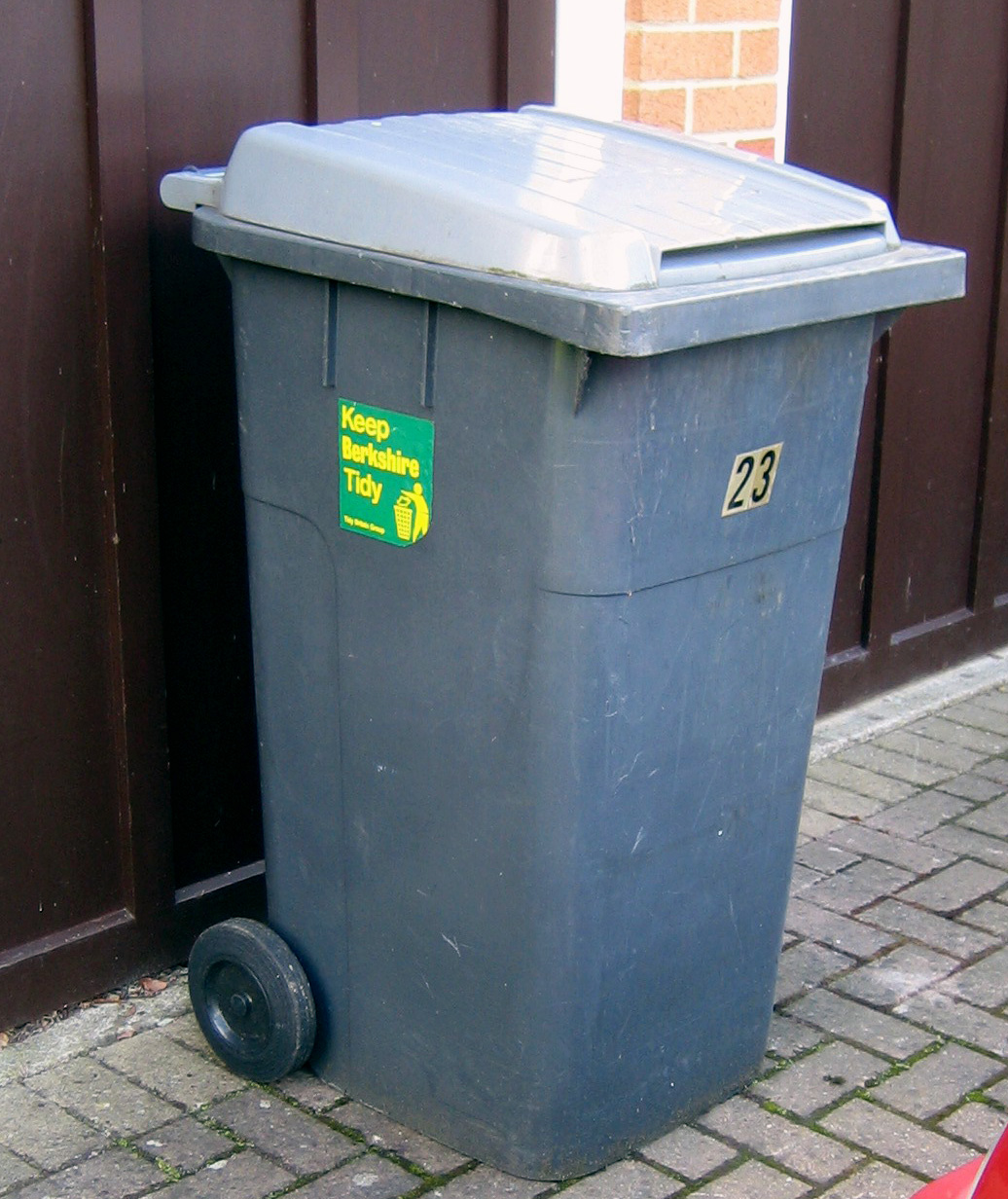
یک سطل آشغال در انگلیس

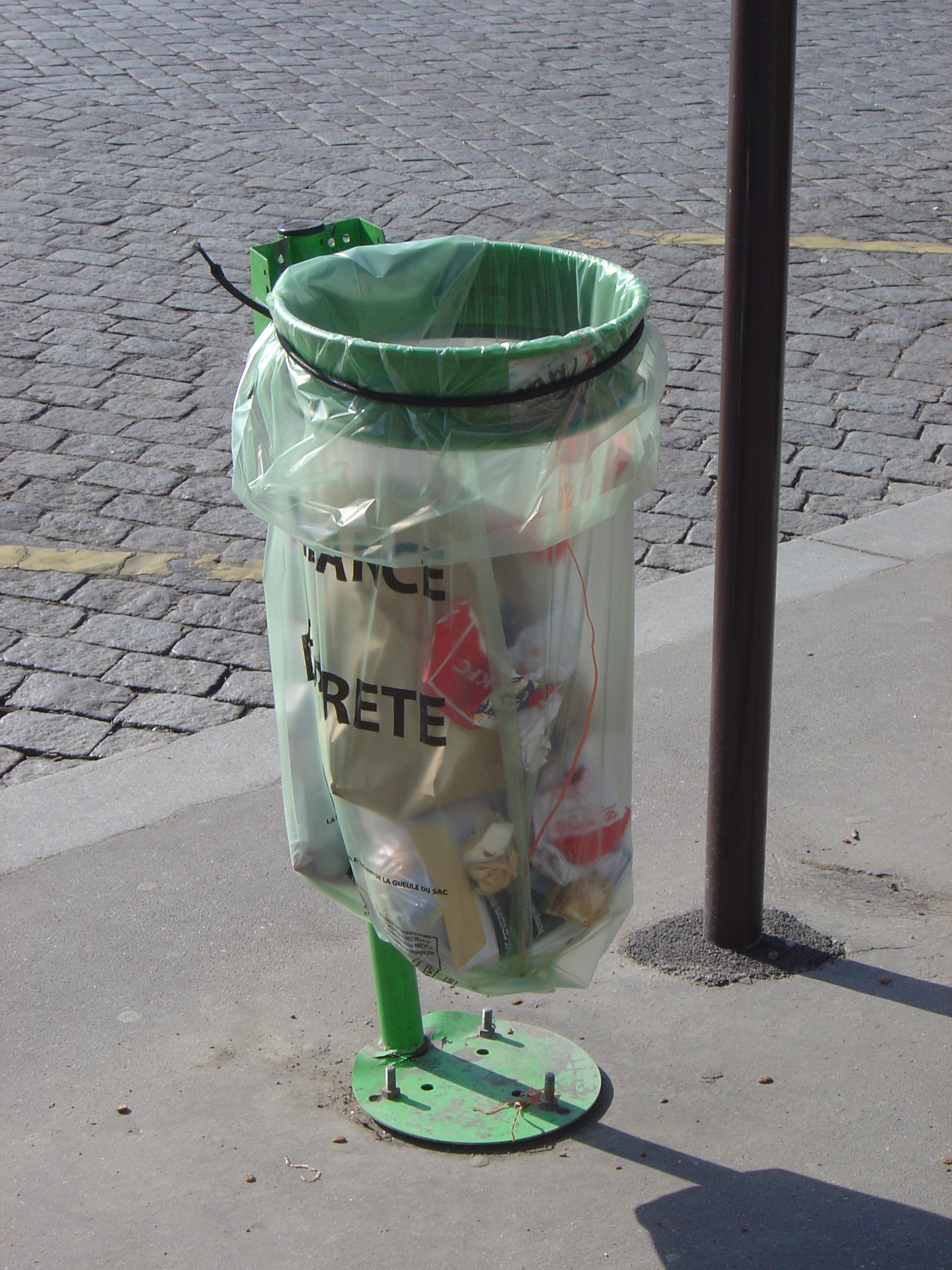
یک کیسه پلاستیکی زباله در پاریس

سطل آشغال که به آن سطل زباله، زباله‌دان و آشغال‌دانی هم گفته می‌شود، محفظه ایست که زباله‌ها را در آن می‌ریزند و معمولاً از آهن یا پلاستیک ساخته می‌شود. 